# Familia López (Colombia)
La familia López, o simplemente Los López, son una prestigiosa rama del popular apellido hispanoamericano, cuyo centro de poder es la ciudad de Bogotá, capital de Colombia. Su influencia, aunque menor que antaño, sigue siendo importante en el país suramericano.
Entre sus miembros destacan dos presidentes del país (padre e hijo), una candidata a la presidencia y varias veces congresista, políticos, diplomáticos y empresarios, todos militantes del Partido Liberal o corrientes progresistas.